# جنتلمن (فیلم ۲۰۱۴)
جنتلمن (انگلیسی: Gentlemen) یک فیلم است که در سال ۲۰۱۴ منتشر شد. از بازیگران آن می‌توان به دیوید دنسیک، اسون نردین، و سونیا ریختر اشاره کرد.